# Senhorio da Transjordânia
O  Senhorio da Transjordânia, Senhorio de Oultrejordain ("para além do Jordão" em francês antigo), Senhorio de Transjordão, Transjordânia ou Senhorio de Montreal foi um feudo dos estados cruzados localizado em uma área extensa e apenas parcialmente identificada, a leste do rio Jordão, anteriormente conhecida como Edom e Moabe. Posteriormente os seus territórios seriam parte do Emirado da Transjordânia, e actualmente da Jordânia.
A sul, os seus territórios estendiam-se através do deserto de Negueve até ao golfo de Ácaba (ile de Graye, actualmente ilha do Faraó). Na antiga região de Gileade não havia fronteiras definidas: a norte encontrava-se o mar Morto e a leste a região das caravanas e rotas de peregrinação do Hejaz, sob o domínio do sultão de Damasco.
Segundo João de Ibelin, Transjordânia era um dos quatro principais vassalos do Reino de Jerusalém (os outros três eram o Condado de Jafa e Ascalão, o Principado da Galileia e o Senhorio de Sidom). No século XIII foi chamado senhorio por este jurista cruzado, mas poderá ter sido tratado como um principado no século XII.

## Conquista cruzada
Antes da Primeira Cruzada, a região da Transjordânia era controlada pelos califado egípcio, cujos poucos representantes retiraram com a chegada dos latinos - as várias tribos locais rapidamente acordaram uma paz e posteriormente se submeteram ao domínio ocidental. As primeiras expedições cruzadas a esta área foram feitas por Balduíno I em 1100, 1107 e 1112. Em 1115 construiu o Castelo de Montreal de modo a controlar a rotas das caravanas muçulmanas entre o Egito, a Arábia e a Síria, o que fornecia enormes rendimentos ao reino.
Ao redor de Petra os cristãos estabeleceram um arcebispado sob a autoridade do Patriarcado Latino de Jerusalém, e posteriormente um senhorio vassalo sob o controlo de Filipe de Milly, anterior senhor de Nablus. A população da Transjordânia era maioritariamente composta por beduínos xiitas nómadas. A minoria cristã era composta por nómadas ou semi-nómadas em quem os cruzados não confiavam, e cristãos sírios, trazidos de Jerusalém em 1115 para habitar o anterior bairro judaico, cujos habitantes originais tinham sido mortos ou expulsos.
Os beduínos eram de um modo geral ignorados, apesar de os governantes cristãos recolherem impostos das suas caravanas pela passagem pelo território. A terra do senhorio era relativamente boa para a agricultura, principalmente de trigo, romãs e oliveiras. Outra actividade económica era a recolha de sal do mar Morto.

## Primeiros senhores
Apesar de estabelecido pelas expedições do rei de Jerusalém, devido à vasta extensão e inacessibilidade da sua área, os senhores da Transjordânia geralmente gozavam de alguma independência quanto ao seu suserano. Balduíno I terá oferecido o feudo a Romano de Pódio ca. 1120, mas provavelmente este terá permanecido sob o domínio real até 1126, quando Pagano, o Mordomo foi nomeado seu senhor (1126-1147). Tradicionalmente, o governante deste senhorio não poderia ter simultaneamente qualquer outro cargo no reino, uma vez que se encontrava afastado do centro do poder.
A cerca de 1134, o conde de Jafa Hugo II e Romano de Pódio rebelaram-se contra o rei Fulque de Jerusalém, mas foram derrotados e exilados. É possível que a partir desta data o senhorio tenha revertido para o domínio real de Fulque e depois do seu filho Balduíno III. No entanto, continuou a haver senhores da Transjordânia neste período: os irmãos Pagano e Maurício da Transjordânia.
Em 1142 Fulque construiria o Castelo de Queraque, tornando-o na principal fortaleza cruzada da região. Safede e Subeibe foram outros dos castelos guarnecidos na Transjordânia. Toron (perto de Tiro e Nablus (na Judeia) não se encontravam neste senhorio, mas foram frequentemente governadas pelos seus senhores, geralmente através de casamentos.
Em 1148 o senhor da Transjordânia esteve envolvido na decisão de atacar Damasco durante a Segunda Cruzada, apesar da trégua entre Jerusalém e esta cidade-estado muçulmana vital para o equilíbrio de poderes da região e para a sobrevivência deste senhorio. A cruzada revelou-se um fracasso e os territórios da Transjordânia ficaram numa posição mais debilitada.

## Casa de Milly

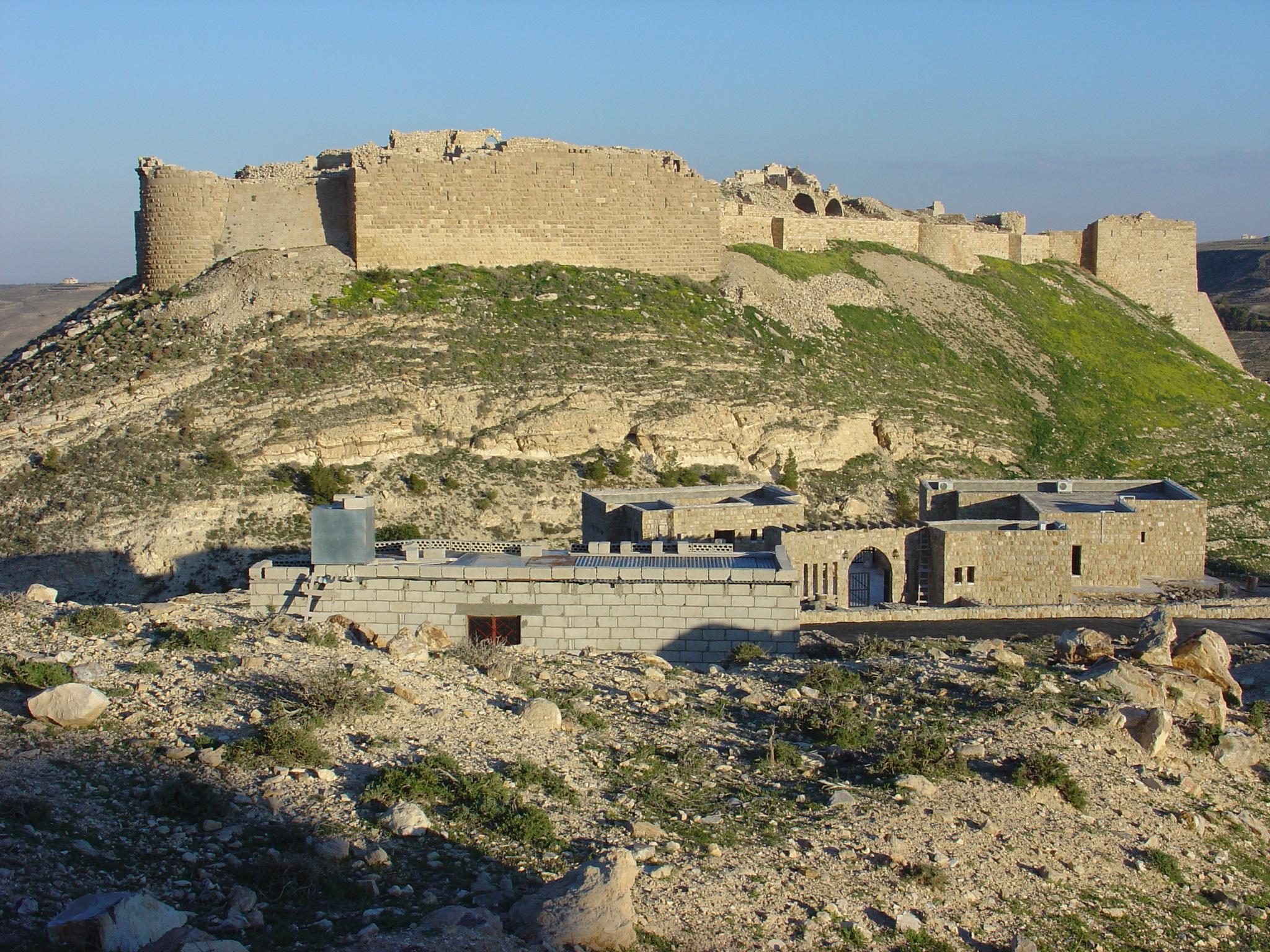
Montreal, capital da Transjordânia

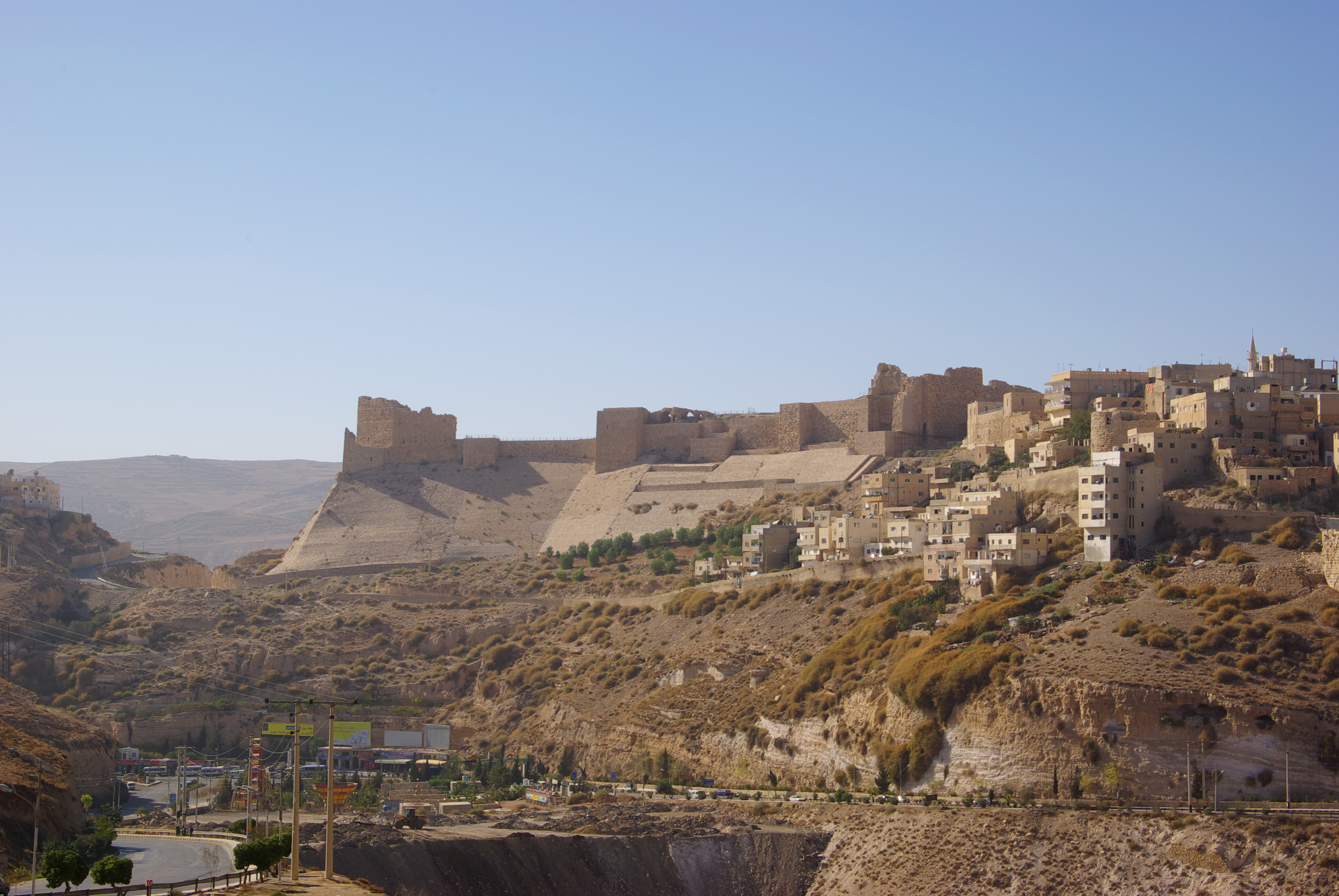
Caraque, capital desde 1142

Maurício legou o senhorio à sua filha Isabel (c. 1125–1166) e ao marido desta, Filipe de Milly, que foi convencido a abandonar o seu senhorio de Nablus para ser reconhecido senhor da Transjordânia. Após a morte de Isabel, Filipe ingressou na Ordem dos Templários, da qual seria Grão-Mestre em 1169–1171. O senhorio passou para as mãos da sua filha Helena, casada com Gualtério III de Brisebarre, senhor de Beirute, e depois para a filha destes, até ser herdado por Estefânia, a segunda filha de Filipe.
Seriam os esposos de Estefânia que governariam o senhorio nos anos seguintes: primeiro Onofre III, filho do condestável Onofre II; segundo, o senescal Milão de Plancy; e terceiro, a partir de 1177, Reinaldo de Châtillon, o anterior príncipe de Antioquia por casamento com a princesa Constança, recentemente libertado do cativeiro em Alepo.
Reinaldo afirmava que o rei não tinha autoridade na Transjordânia e agia de moto próprio. Usou a posição estratégica dos seus castelos para atacar peregrinos e caravanas muçulmanas, chegando a ameaçar Meca. Saladino respondeu atacando várias vezes as terras transjordânicas, até que a 4 de julho de 1187 foi travada a Batalha de Hatin. Nela, os exércitos cruzados foram derrotados e Reinaldo foi executado às mãos do próprio sultão. Em 1189, os aiúbidas conquistaram todos os territórios da Transjordânia e destruíram os seus castelos.
Em 1229, Jerusalém foi recuperada por um curto período de tempo para os cristãos, por tratado de Frederico II da Germânia, mas os territórios a leste do rio Jordão nunca mais saíram do domínio muçulmano. Ainda assim, nobres cruzados da linhagem de Isabel de Toron, filha de Estefânia, continuaram a intitular-se senhores ou príncipes da Transjordânia. Até à sua extinção sem herdeiros próximos na década de 1350, a casa de Monforte, senhores de Tiro, deteria o título. Posteriormente, os direitos hereditários provavelmente passaram para os reis de Chipre, também descendentes dos senhores de Toron e Tiro.